# Pesa Twist

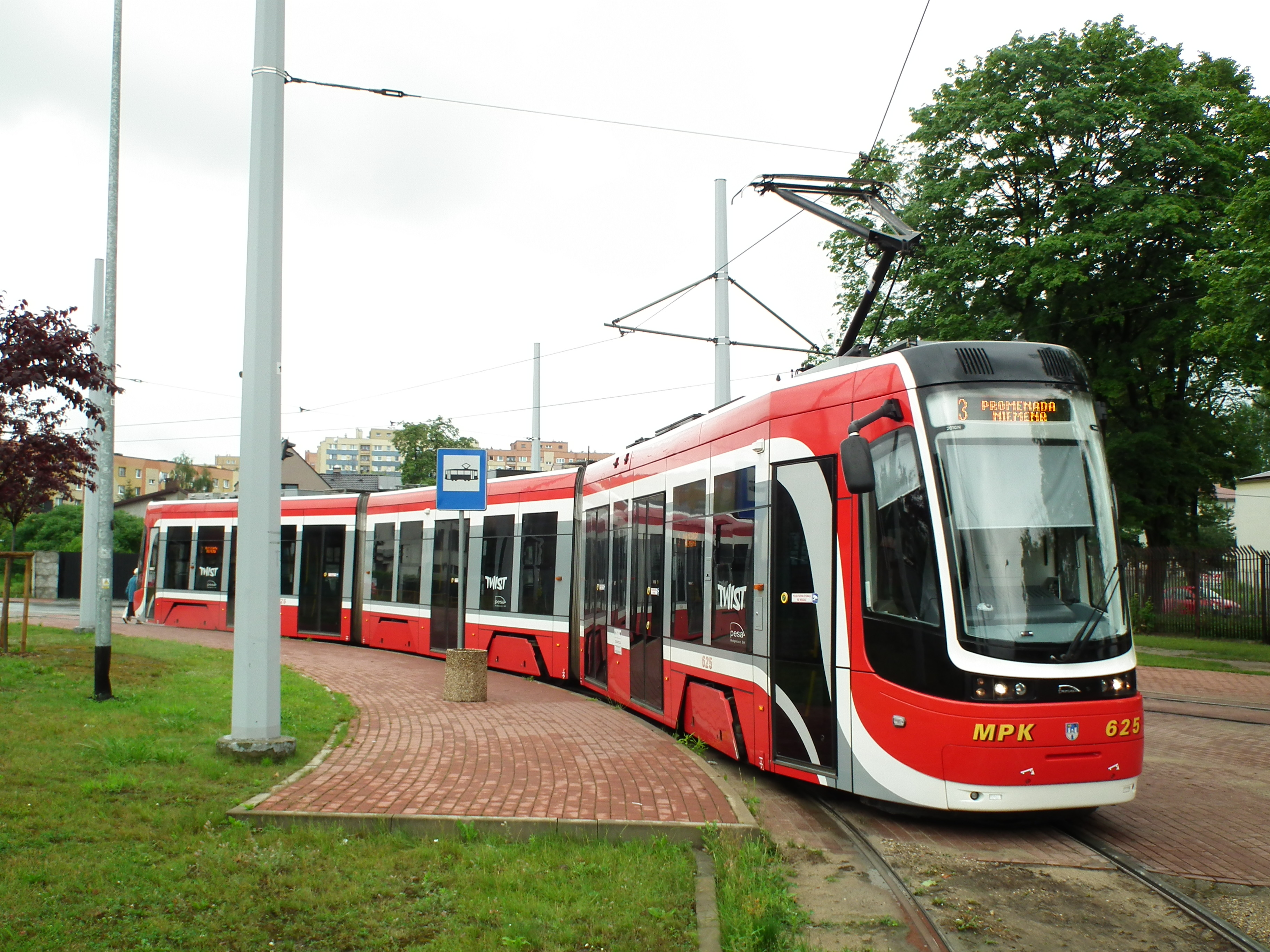
2010N

Der Twist ist eine Straßenbahnfahrzeug-Plattform des polnischen Unternehmens Pesa. Die niederflurigen Gelenkwagen laufen mindestens teilweise auf Drehgestellen. Das erste Fahrzeug wurde 2012 ausgeliefert. Neben mehreren polnischen Betrieben zählen auch Craiova und Tallinn zu den Einsatzgebieten. Pesa bietet die Fahrzeuge grundsätzlich in Konfigurationen mit zwei bis vier Wagenteilen, Spurweiten von 1000 mm (Meterspur) bis 1524 mm (Russische Breitspur), Längen von 22,70 bis 42,83 Metern und Breiten von 2,3 bis 2,65 Metern an.

## 2010N (Częstochowa, Breslau)
Der erste Twist-Typ ist der 2010N. Bei diesen Fahrzeugen handelt es sich um ungefähr 32 Meter lange dreiteilige Gelenkwagen mit aufgesattelten Endwagen und einem auf zwei Drehgestellen laufenden Mittelteil. Der Fahrgastraum ist bei diesem Fahrzeugtyp vollständig stufenfrei, obwohl klassische Radsätze mit durchgehenden Radsatzwellen verwendet werden. Die Unterschiede zwischen den Fußbodenhöhen von 320 mm über der Schienenoberkante an den Türen, 350 mm im Niederflurbereich und 480 mm über den Drehgestellen werden durch Rampen überwunden. Es handelt sich um innengelagerte Drehgestelle. Die abgefederten Antriebe sind längs an den Seiten der Triebdrehgestelle angeordnet und treiben jeweils einen Radsatz an. Der Radsatzstand beträgt 1800 mm. Durch die Anordnung des Antriebs sowie der als Sekundärfederung dienenden Schraubenfedern in diesem Bereich ist der Fahrgastraum so eingeschränkt, dass teilweise nur je ein Platz zu beiden Seiten des Gangs angeordnet werden kann. Über den Triebdrehgestellen wird dieser Bereich für große Bremssand-Behälter vor den Fenstersäulen genutzt. Die Wagenkästen sind geschweißte Stahlkonstruktionen, die Fenster sind eingeklebt.
Die Fahrzeuge sind Einrichtungswagen mit Türen nur auf der rechten Seite. Im Mittelteil befindet sich eine Doppeltür zwischen den Drehgestellen. In den Endteilen sind je zwei Doppeltüren zwischen Drehgestell und Gelenk sowie eine Einzeltür zwischen Drehgestell und Wagenende angeordnet. Das Konzept des 2010N sieht vor, dass das erste Drehgestell angetrieben ist, das zweite wahlweise angetrieben oder antriebslos, das dritte antriebslos und das vierte angetrieben (Radsatzfolgen Bo’(2’2’)Bo’ oder Bo’(Bo’2’)Bo’). Die Leermasse beträgt 44,13 Tonnen und die Höchstgeschwindigkeit liegt bei 75 km/h (Częstochowa, erste Serie).

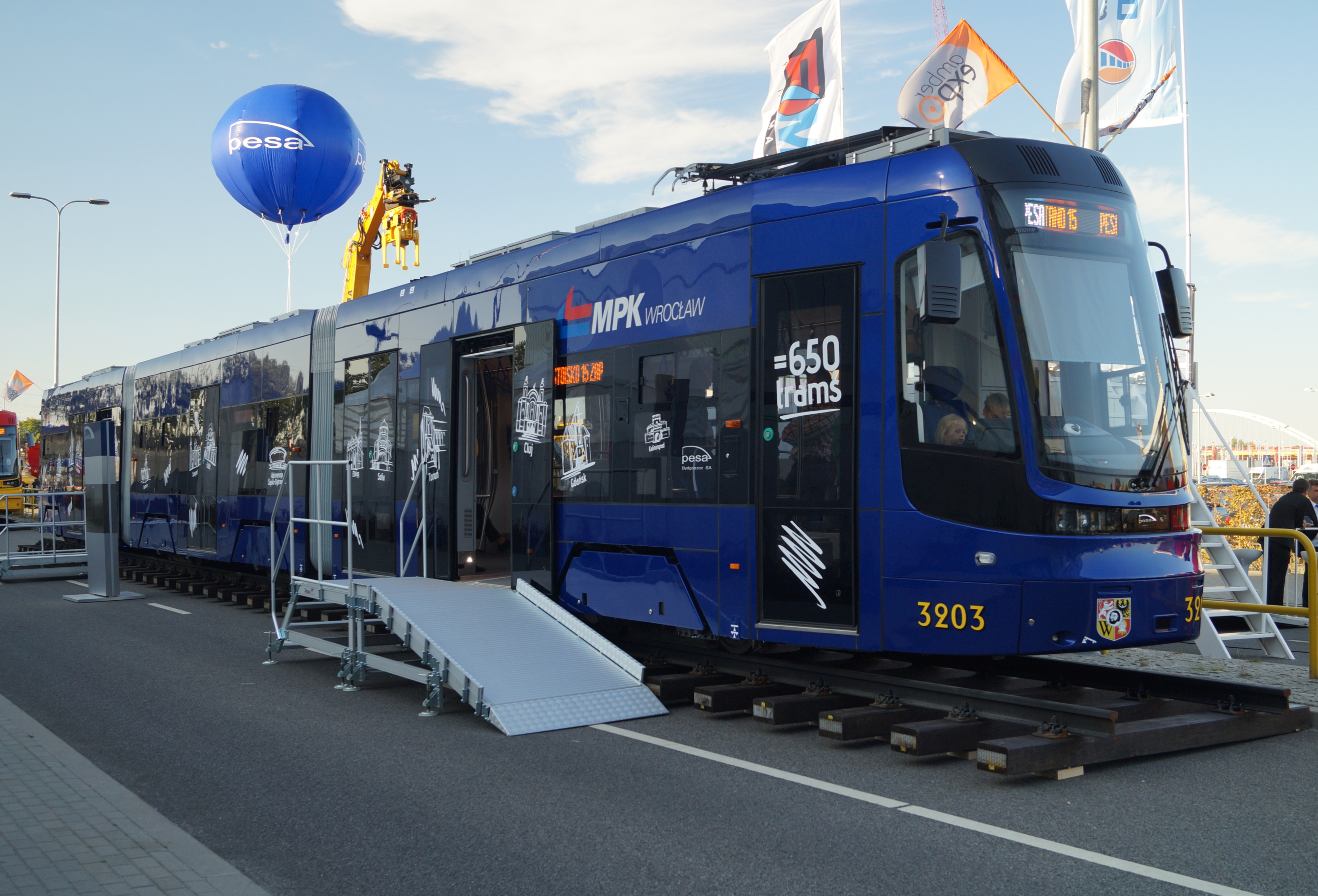
2010NW

2012 wurden zunächst sieben Exemplare nach Częstochowa geliefert. Für diese Fahrzeugserie wird auch die Typenbezeichnung 129Nb verwendet. Ein solches Fahrzeug wurde 2012 auf der InnoTrans ausgestellt. 2015 folgten acht Exemplare für die Straßenbahn Breslau, welche auch als 2010NW bezeichnet werden. 2020 folgte eine weitere, zehn Fahrzeuge umfassende Serie für Częstochowa mit einer abweichenden Frontform und der Bezeichnung 2010N-10.

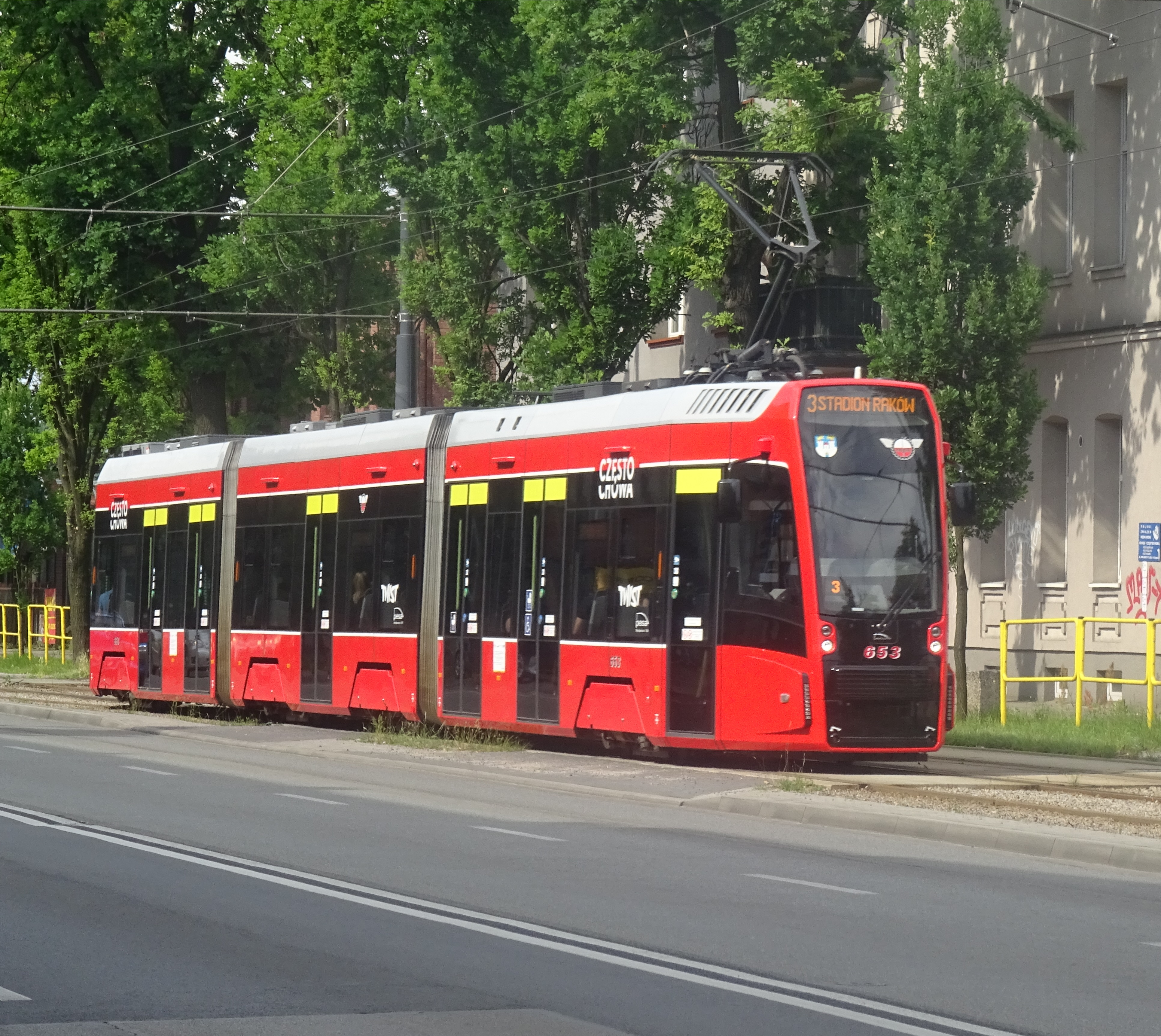
2010N-10
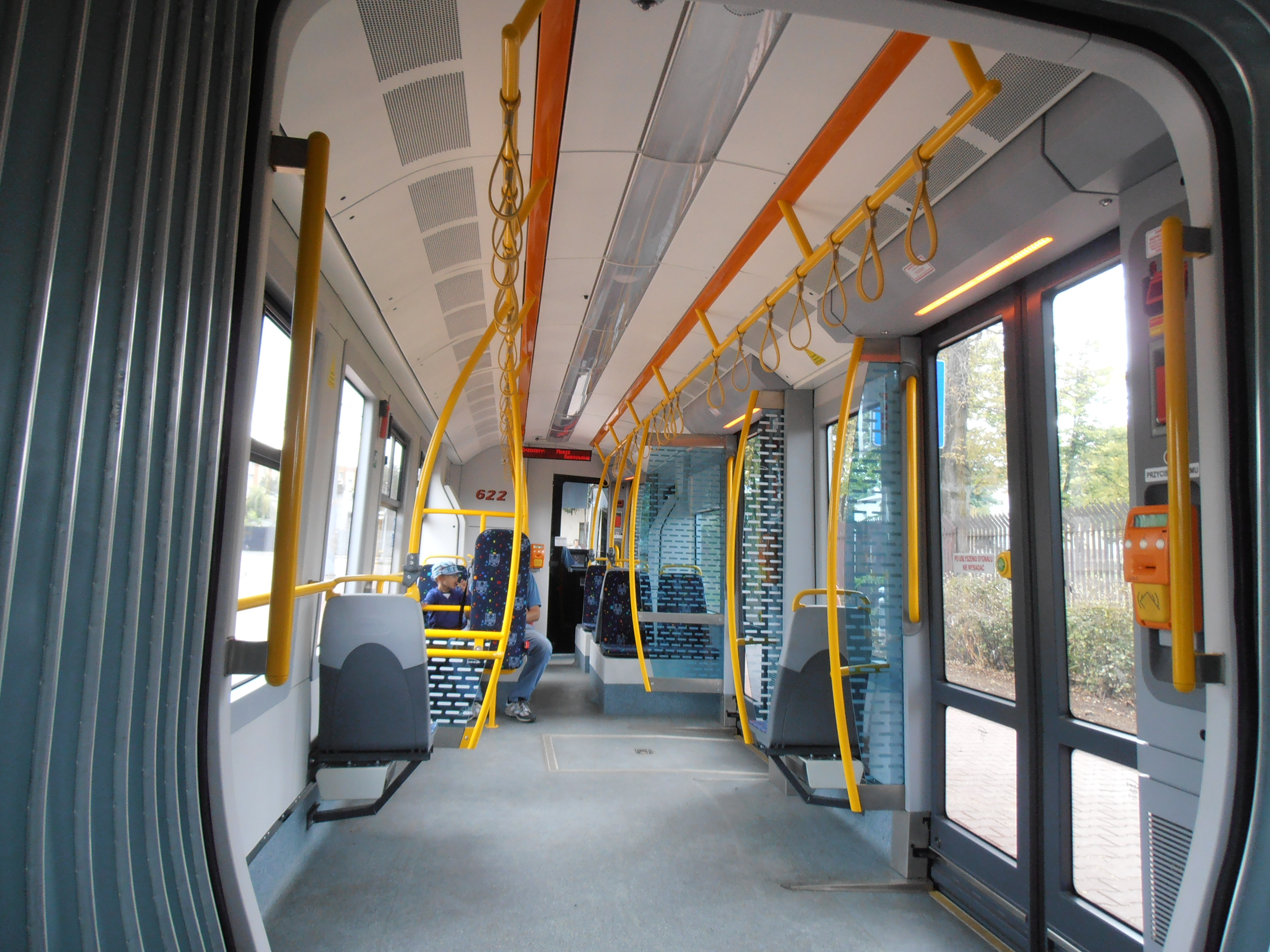
Fahrgastraum des vorderen Wagenteils eines 2010N
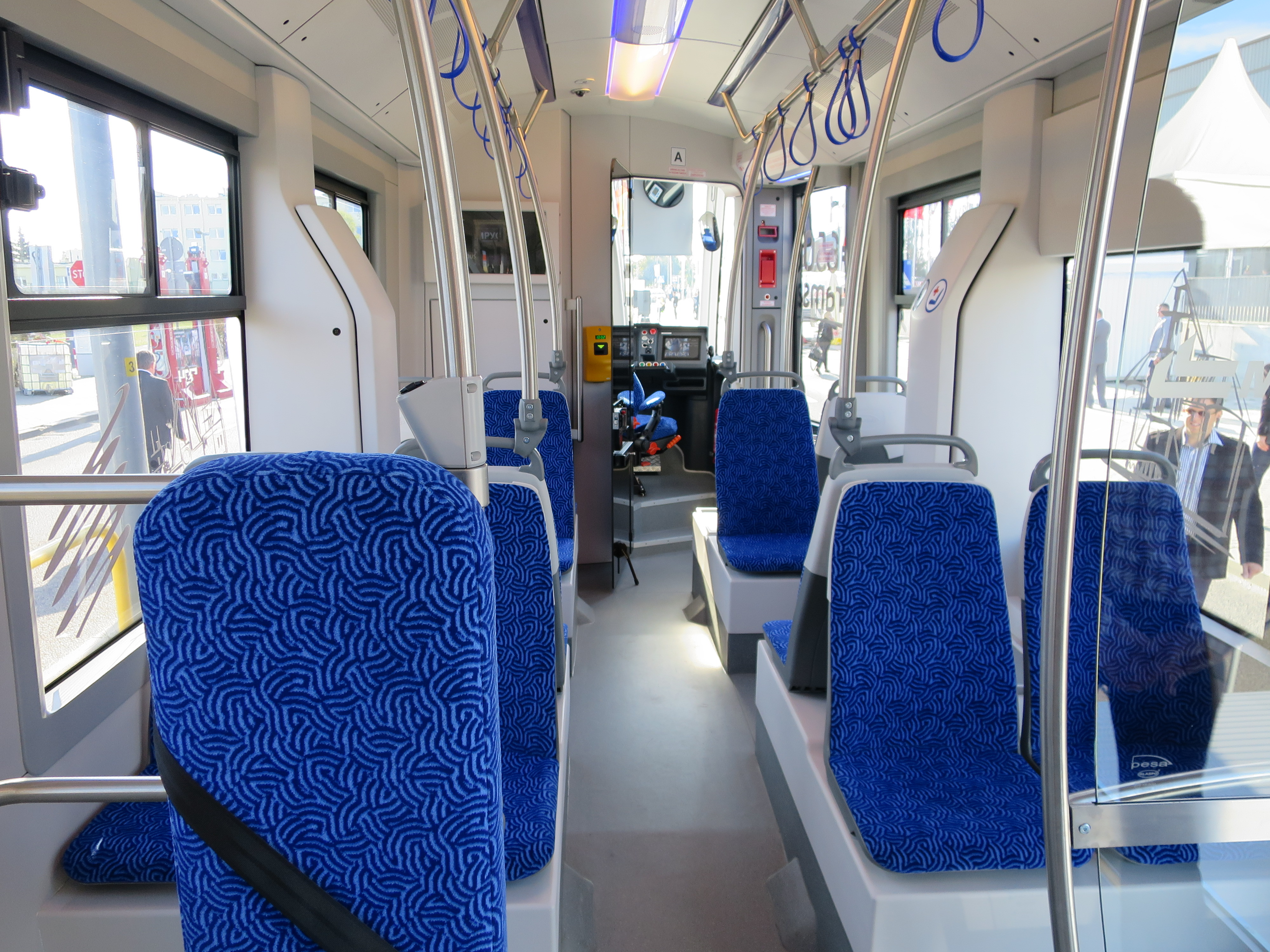
Sitzanordnung über dem führenden Drehgestell eines 2010NW
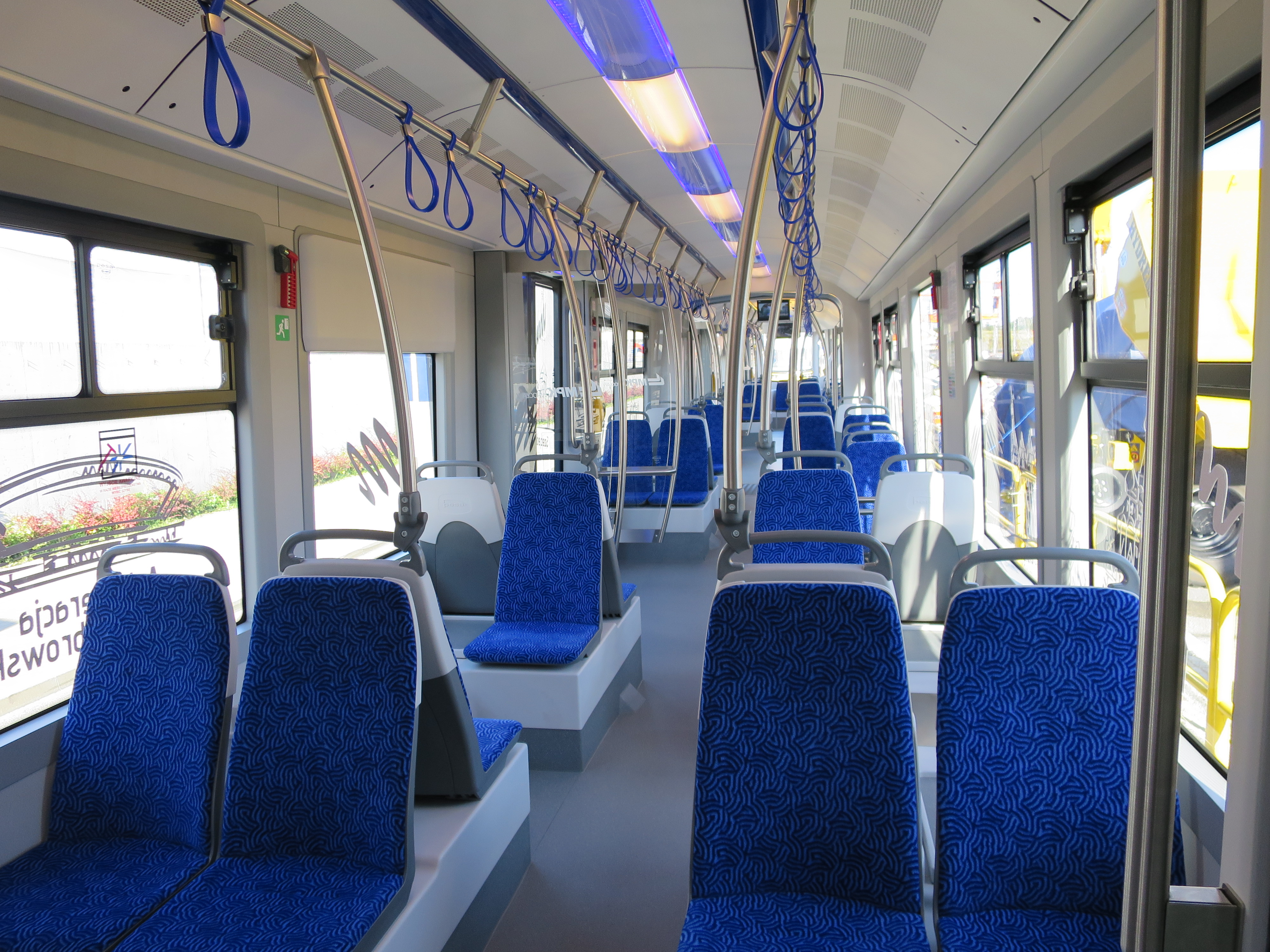
Fahrgastraums des Mittelteils eines 2010NW

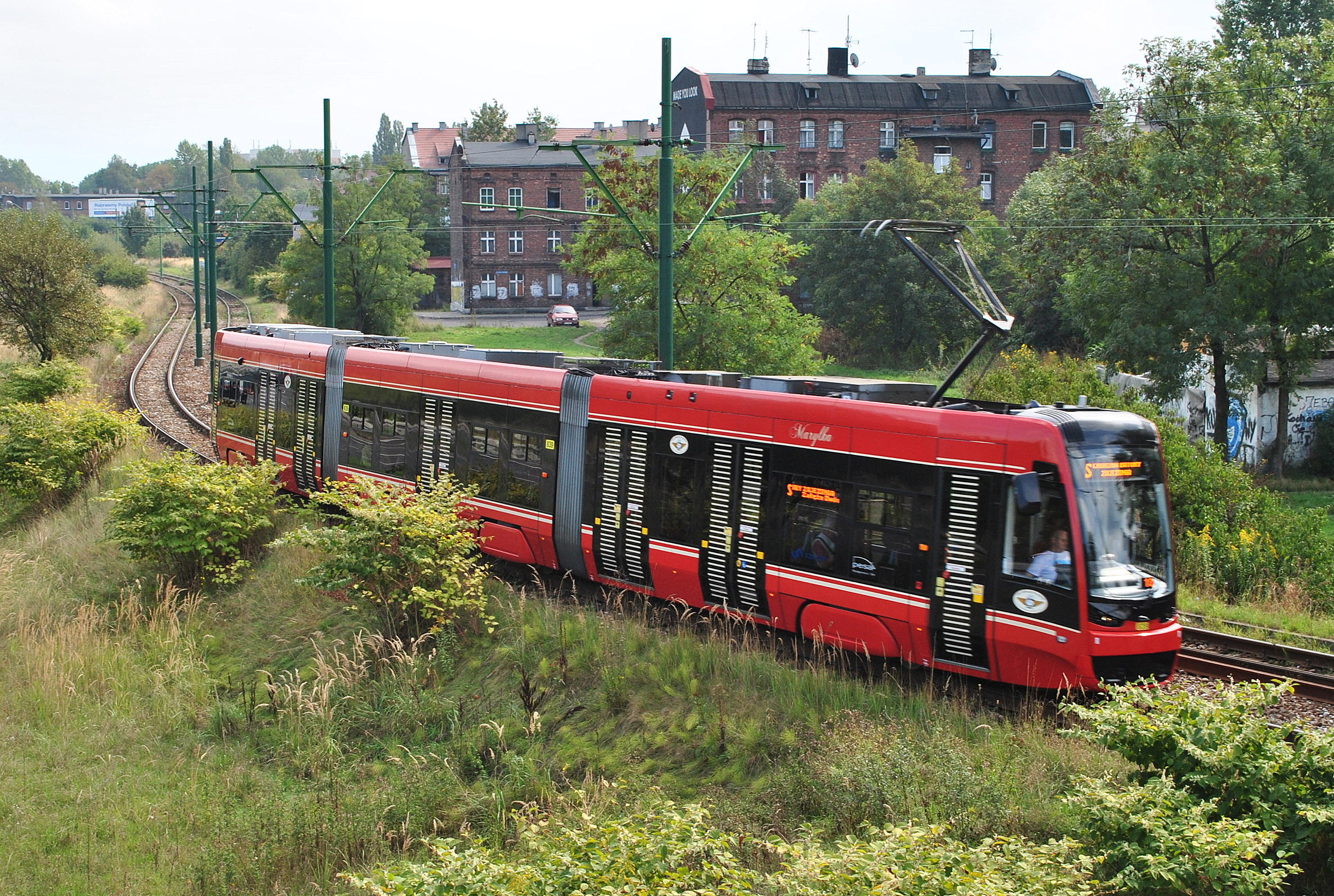
2012N

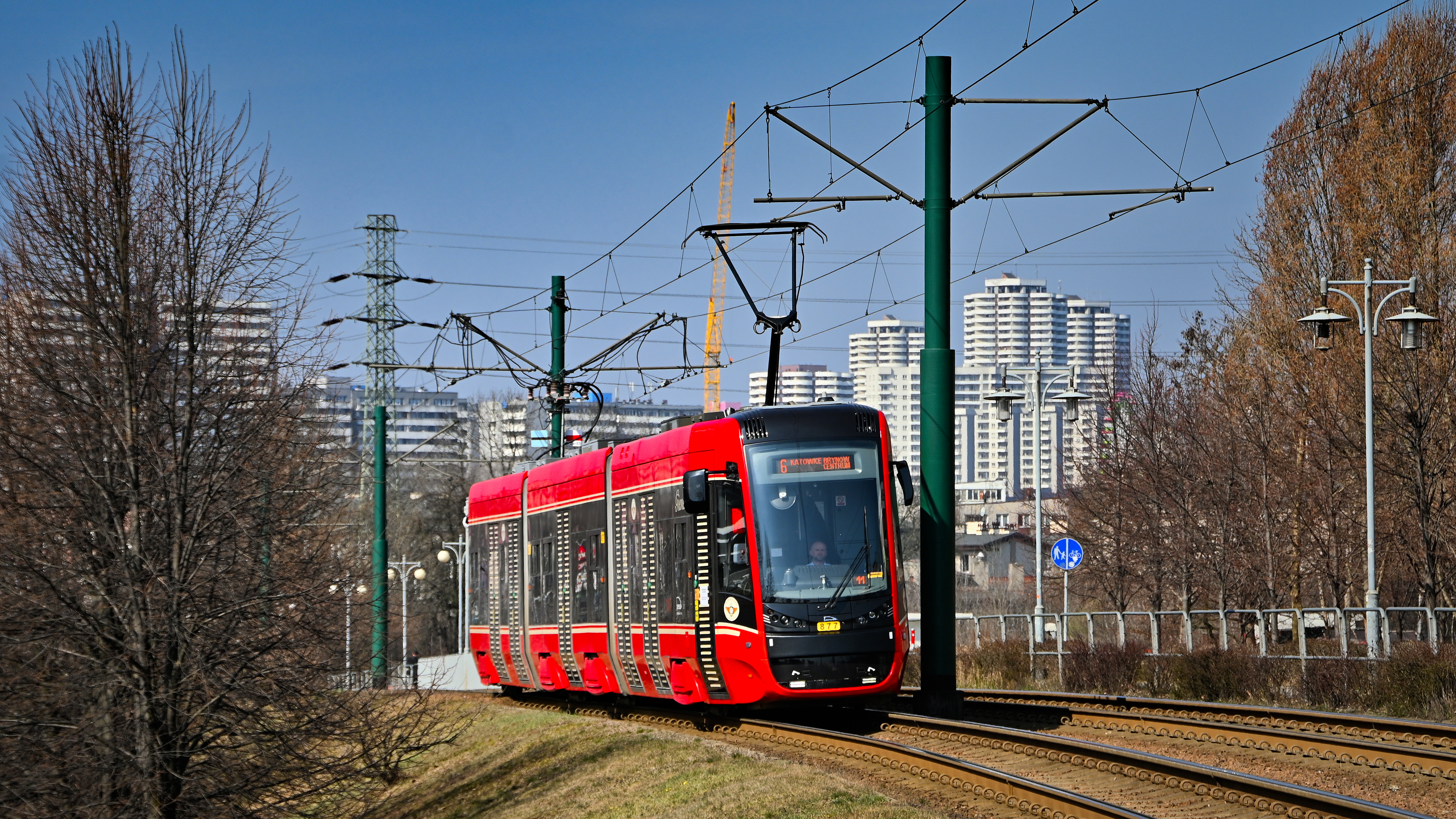
2012N-10

## 2012N (Oberschlesisches Industriegebiet)
Der Typ 2012N ist dem Typ 2010N konzeptionell sehr ähnlich, jedoch liegt der Fußboden über den Triebdrehgestellen höher und ist durch Stufen von den Einstiegsbereichen abgetrennt. Deshalb wird er teils auch als Twist Step bezeichnet. Im Gegensatz zum 2010N können über den Drehgestellen stets beidseitig Doppelsitze angeordnet werden. Der 2012N wurde für die Straßenbahn im oberschlesischen Industriegebiet gebaut. Die erste Serie von 30 Fahrzeugen wurde 2013 bis 2014 ausgeliefert. Eine zweite, als 2012N-10 bezeichnete Serie von acht Fahrzeugen folgte 2020 bis 2021.

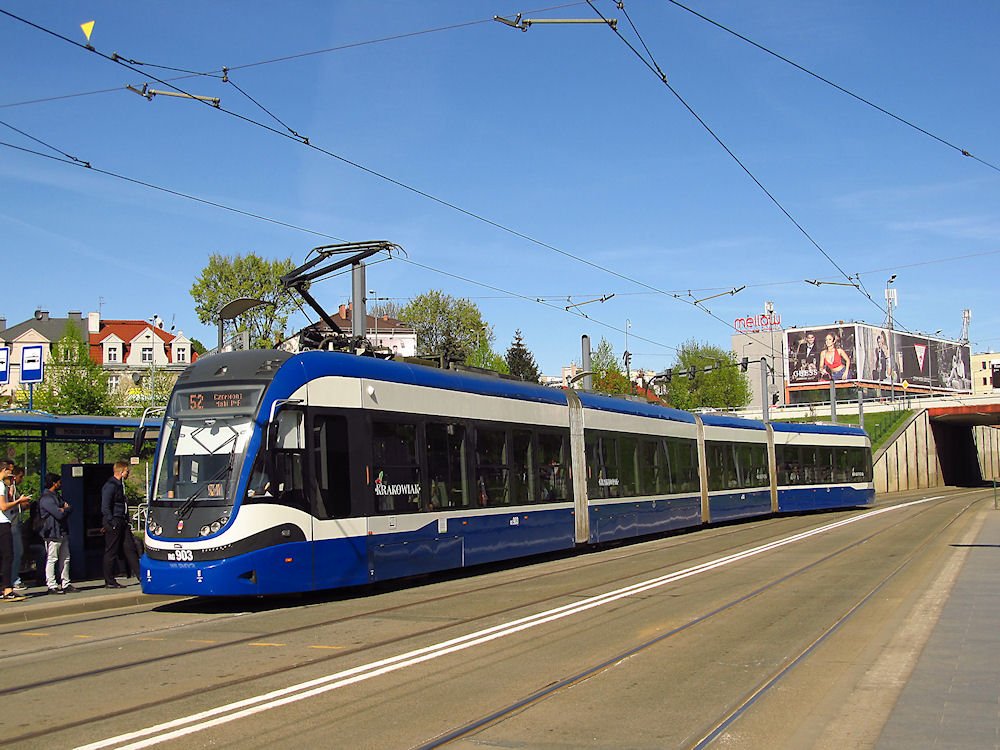
2014N

## 2014N (Krakau)
Der Typ 2014N ist die erste vierteilige Variante des Twist. Die zwei vorderen Wagenteile entsprechen konzeptionell dem Typ 2012N. Der dritte Wagenteil verfügt nicht über ein eigenes Drehgestell und ist zwischen den angrenzenden Wagenteilen eingehangen. In diesem sind zwei Doppeltüren angeordnet. Der vierte Wagenteil läuft auf zwei Triebdrehgestellen, zwischen welchen sich eine Doppeltür befindet. Hinter dem letzten Drehgestell ist eine Einzeltür angeordnet. Die Doppeltüren haben eine lichte Weite von 1300 mm, die Einzeltüren von 650 mm. Die Bodenhöhe liegt in den Niederflurbereichen bei 350 mm und über den Triebdrehgestellen bei ungefähr 560 mm. Die Leermasse beträgt ungefähr 59 Tonnen und die Höchstgeschwindigkeit liegt bei 70 km/h. Der Radsatzstand der Drehgestelle beträgt 1800 mm. Der 2014N wurde für die Straßenbahn Krakau gebaut und wird auch als Krakowiak bezeichnet. Die 36 Fahrzeuge wurden 2015 ausgeliefert.

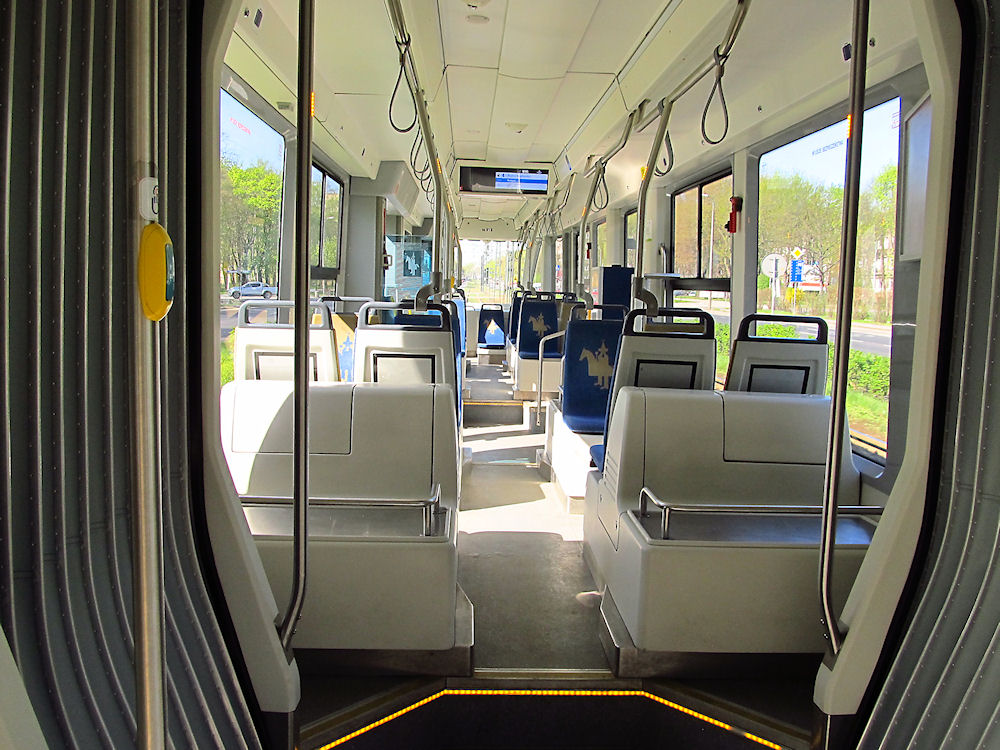
Fahrgastraum des hinteren Wagenteils eines 2014N
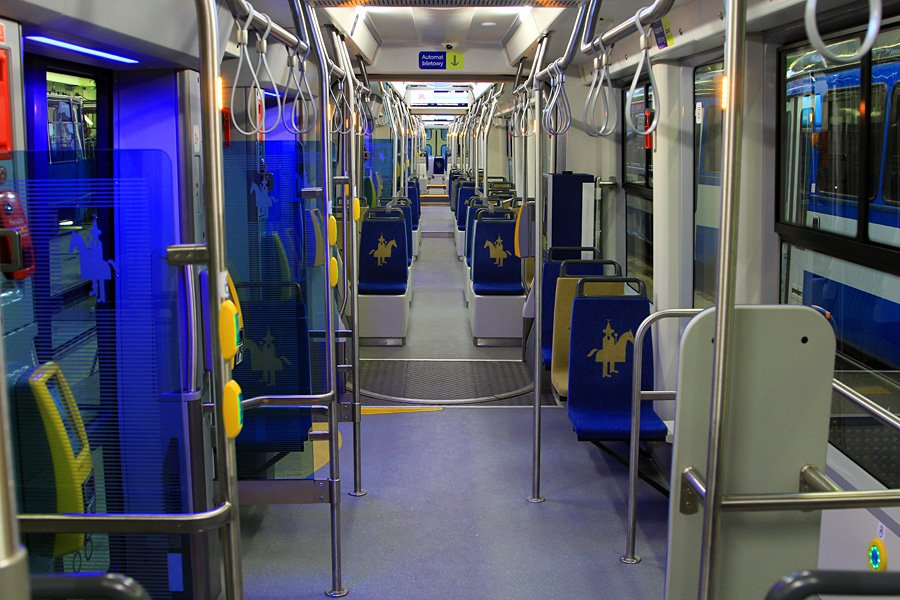
Blick aus dem vorderen Wagenteil nach hinten in einem 2014N

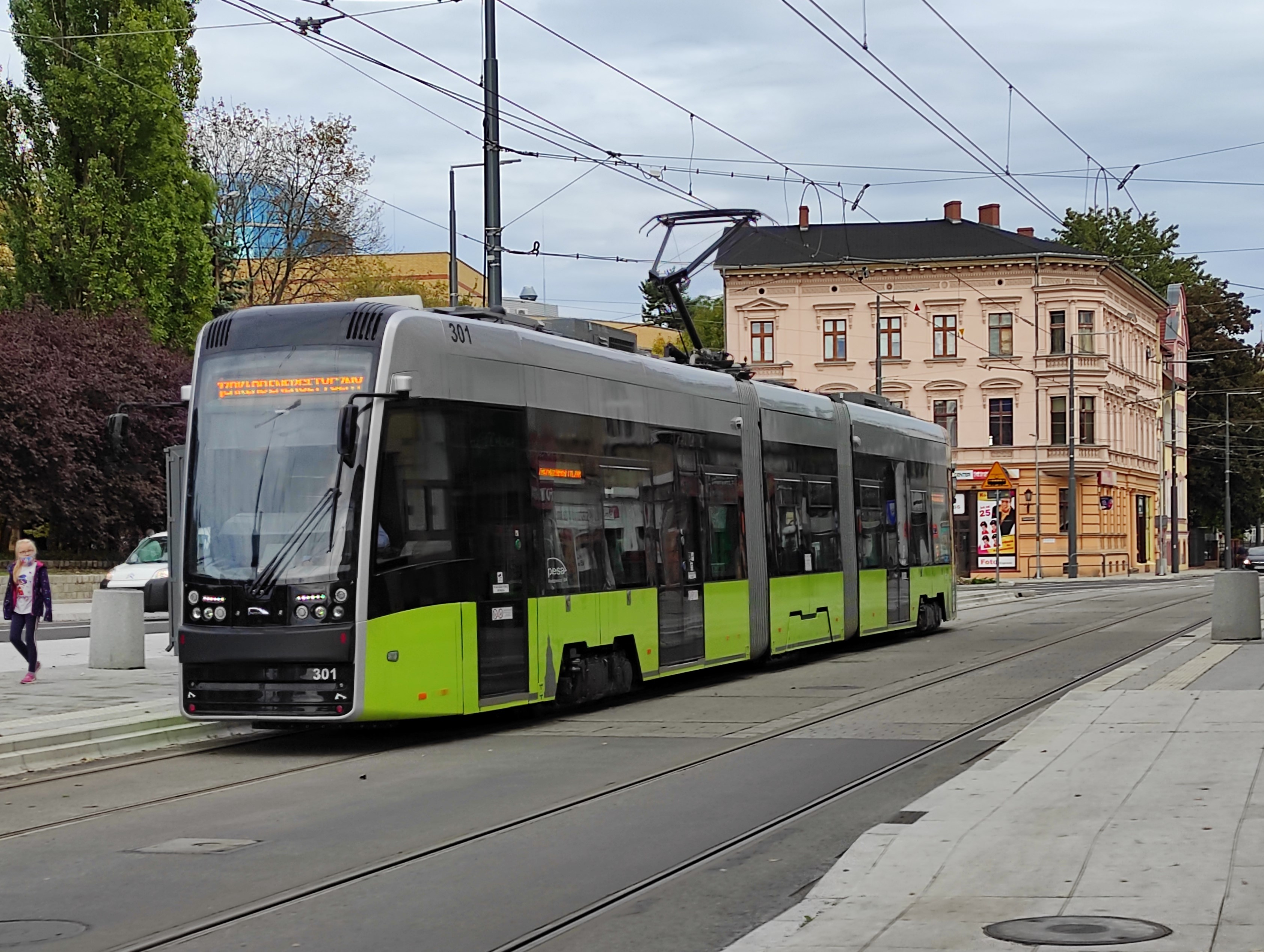
2015N

## 2015N (Gorzów Wielkopolski)
Der Typ 2015N ist ein dreiteiliger Gelenkwagen mit aufgesattelten Endwagen und kurzem Mittelteil, unter welchem sich ein nicht ausdrehbares Fahrwerk befindet. Zudem ist er die erste als Zweirichtungswagen ausgeführte Twist-Variante. Im Mittelteil sind keine Türen angeordnet. In den Endteilen gibt es jeweils zwischen Gelenk und Drehgestell nur eine Doppeltür pro Seite. Zwischen Drehgestell und Führerstand kommt beidseitig eine Einzeltür hinzu. Bei diesen Fahrzeugen ist zwar der Durchgang stufenfrei wie beim 2010N ausgeführt, über den Fahrwerken gibt es jedoch seitliche Podeste. Der 2015N wurde für die Straßenbahn Gorzów Wielkopolski gebaut. Das erste der zunächst 14 Fahrzeuge wurde 2019 ausgeliefert. Zudem bestand eine Option über weitere sechs Fahrzeuge. Deren Ausübung wurde Ende 2021 zwar angekündigt. Allerdings sollte dies über Fördermittel der Europäischen Union finanziert werden, für welche die Fahrzeuge bis Juni 2023 hätten ausgeliefert werden müssen. Pesa sah sich außer Stande, diese Frist einzuhalten, so dass die Stadt schließlich doch von der Optionsausübung absah. Anfang 2023 kündigte sie an, stattdessen eine neue Ausschreibung für eine etwas größere Anzahl an Fahrzeugen durchzuführen.

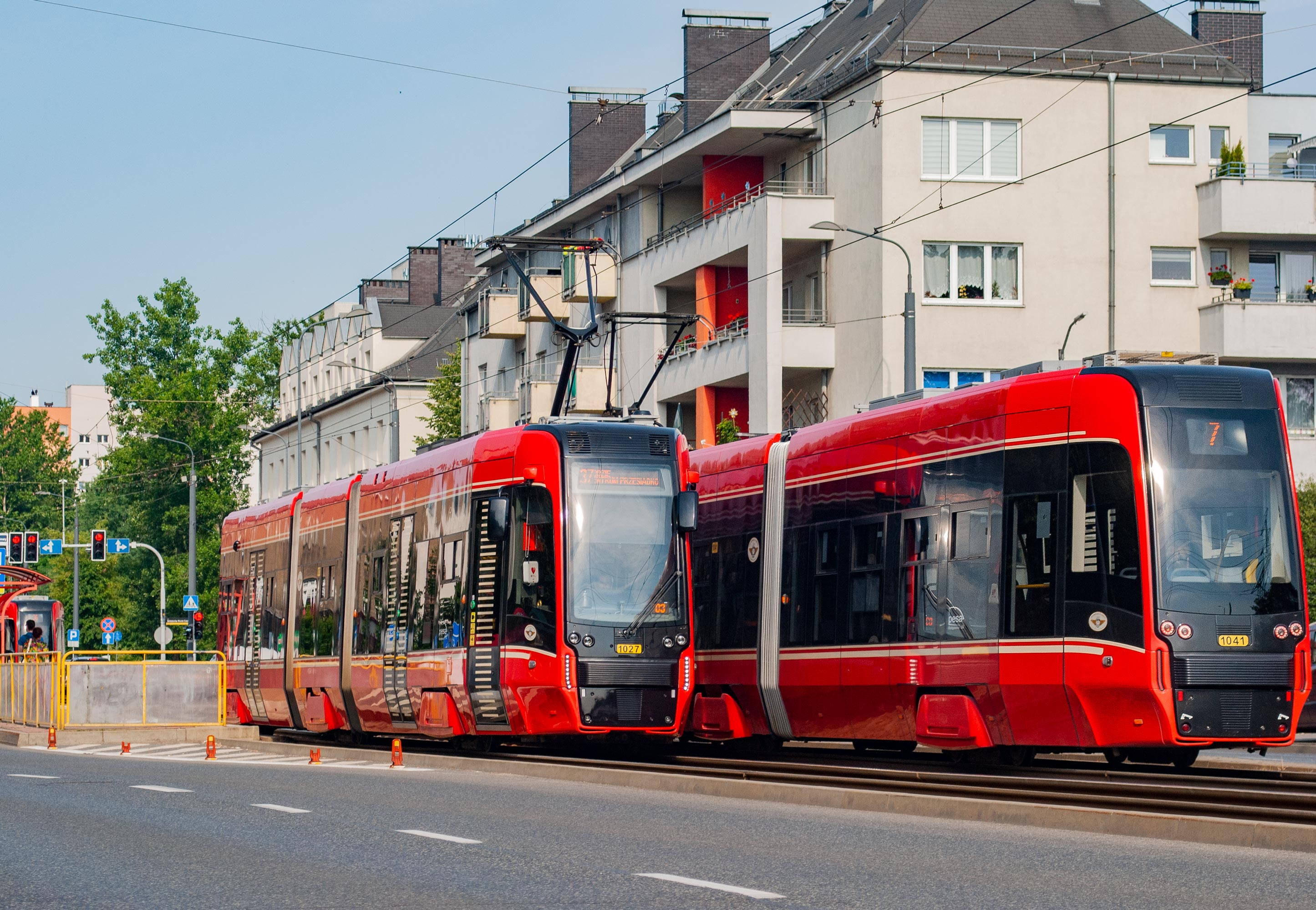
2017N

## 2017N (Oberschlesisches Industriegebiet)
Der Typ 2017N ist ebenfalls ein dreiteiliger Gelenkwagen mit aufgesattelten Endwagen und kurzem Mittelteil. Im Gegensatz zum Typ 2015N handelt es sich jedoch um Einrichtungswagen und der Fußboden ist über den Triebdrehgestellen auch im Durchgang um eine Stufe angehoben, wie beim 2012N. Abgesehen von der Reduzierung auf eine Einstiegsseite entspricht die Türanordnung derjenigen des 2015N. Der Typ 2017N wurde für die Straßenbahn im oberschlesischen Industriegebiet gebaut. Die Auslieferung der 32 Fahrzeuge erfolgte von 2020 bis 2022. Obwohl sie gemeinsam mit den Wagen des Typs 2012N-10 bestellt worden waren, erhielten sie eine abweichende Frontform.
2025 bestellten die Tramwaje Śląskie weitere 40 Fahrzeuge, deren Typenbezeichnung noch nicht bekanntgegeben wurde, die jedoch hinsichtlich der Fahrwerks- und Türanordnung dem 2017N gleichen. Zehn Stück davon sind abweichend als Zweirichtungswagen bestellt.

## 145N (Craiova)
Der Typ 145N ist ebenfalls dreiteilig mit aufgesattelten Endwagen und kurzem Mittelteil. Wie beim 2015N ist der Durchgang stufenfrei, es gibt über den Fahrwerken jedoch seitliche Podeste. Es handelt sich um Einrichtungswagen. Anders als bei den Typen 2015N und 2017N gibt es in den Endteilen je zwei Doppeltüren zwischen Drehgestell und Gelenk. Von 2022 und 2023 wurden 17 Exemplare nach Craiova geliefert. Der Typ 145N ist somit der erste nicht für den polnischen Markt entwickelte und gebaute Twist-Typ.

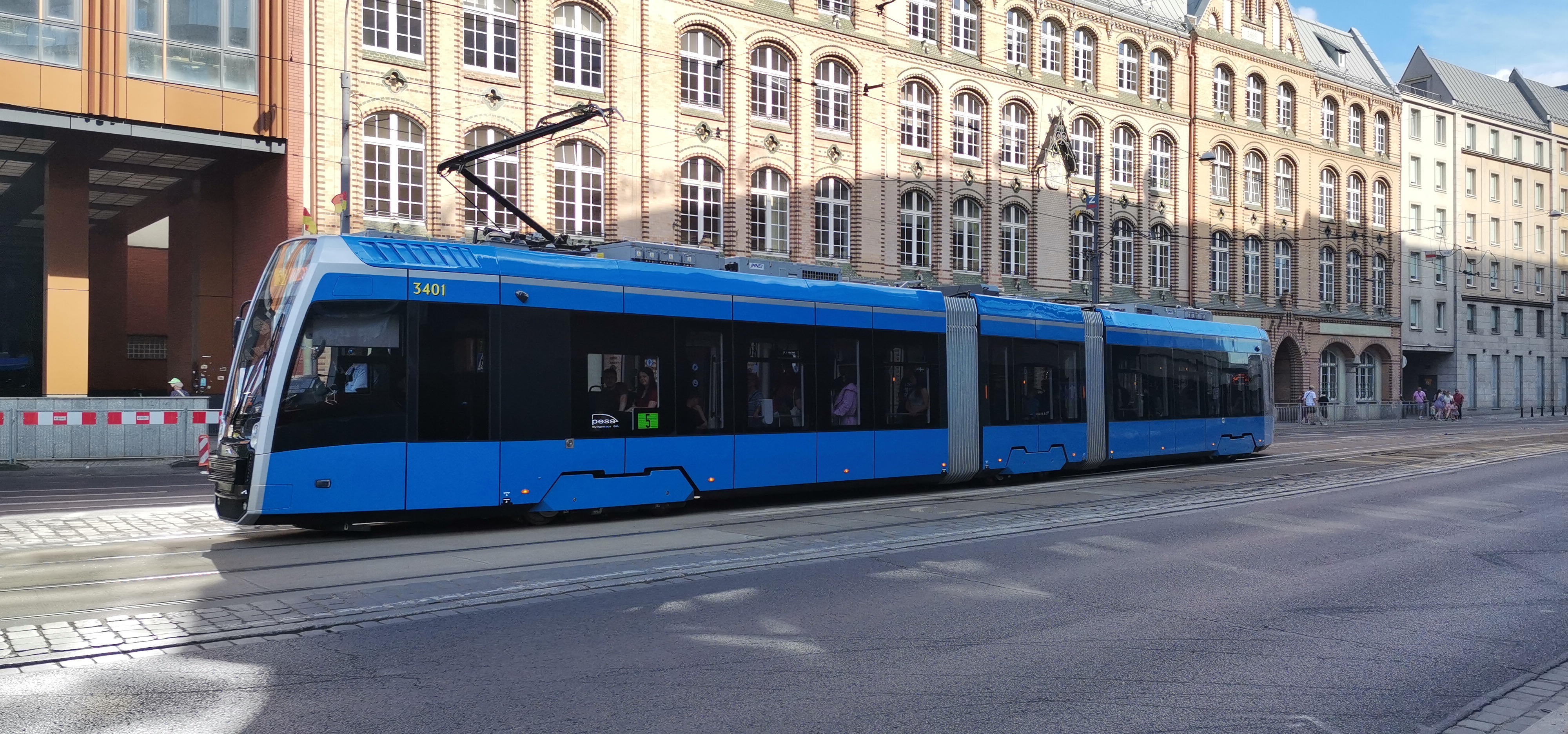
146N

## 146N (Breslau)

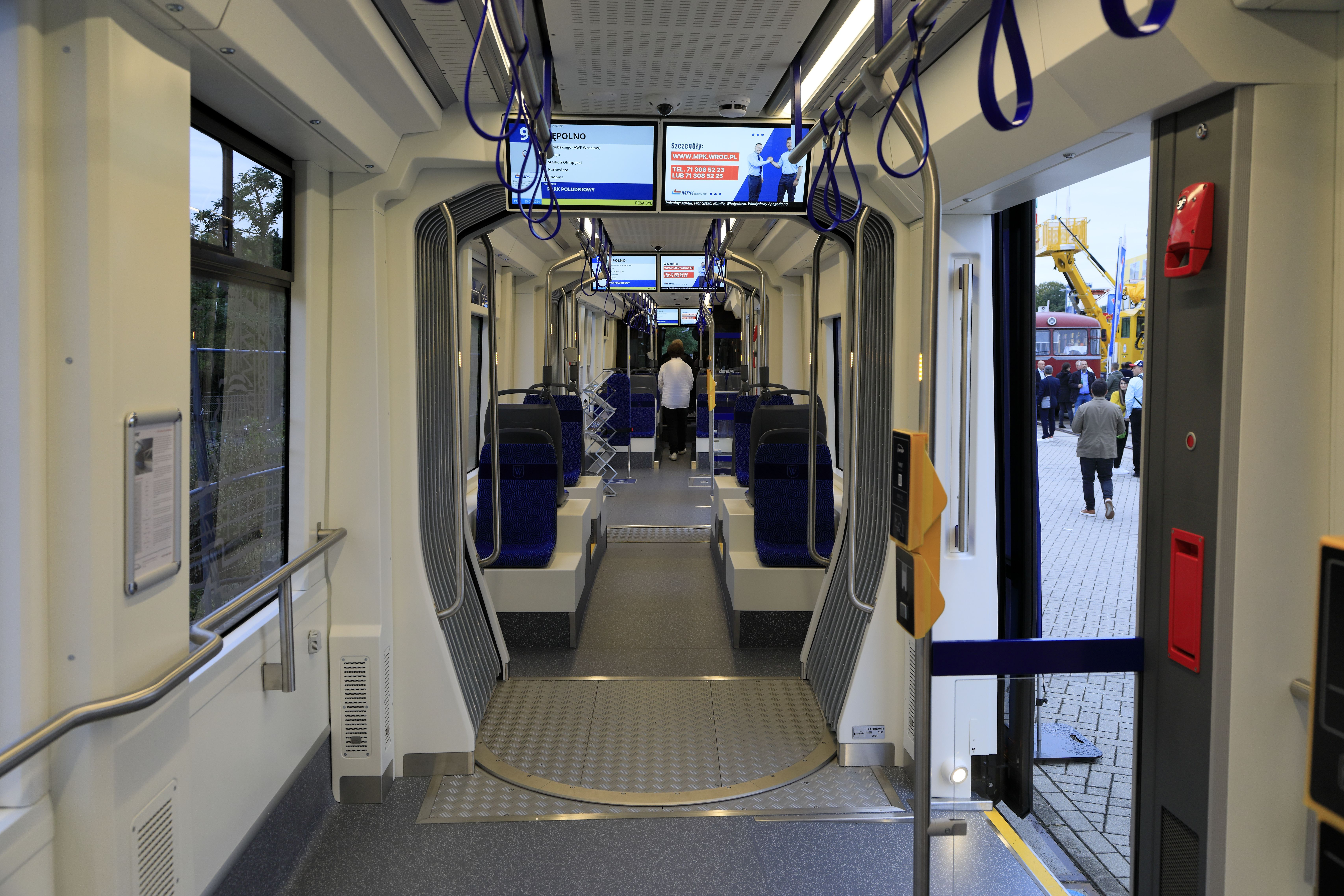
146N, Fahrgastraum

Der Typ 146N ist dem Typ 145N sehr ähnlich. Anders als bei anderen Twist ist die vordere Einzeltür jedoch dem Fahrpersonal vorbehalten. Außerdem wurden über den Fahrwerken Fenster unterschiedlicher Breite so angeordnet, dass die Fensterstege sich im Bereich der Rückenlehnen befinden, so dass den Fahrgästen bessere Sichtverhältnisse geboten werden. Die Gangbreite über den Drehgestellen ist mit 410 mm direkt am Boden relativ gering, weitet sich in wenigen Zentimetern Höhe jedoch auf 550 mm. Die Wagenkästen sind aus Stahl gefertigt, es werden klassische Radsätze mit durchgehenden Radsatzwellen verwendet und die Antriebs-Stromrichter arbeiten mit Siliciumcarbid-Transistoren. Seit 2024 werden 40 Exemplare nach Breslau geliefert. Eines davon wurde auf der InnoTrans 2024 ausgestellt.

## 147N (Tallinn)

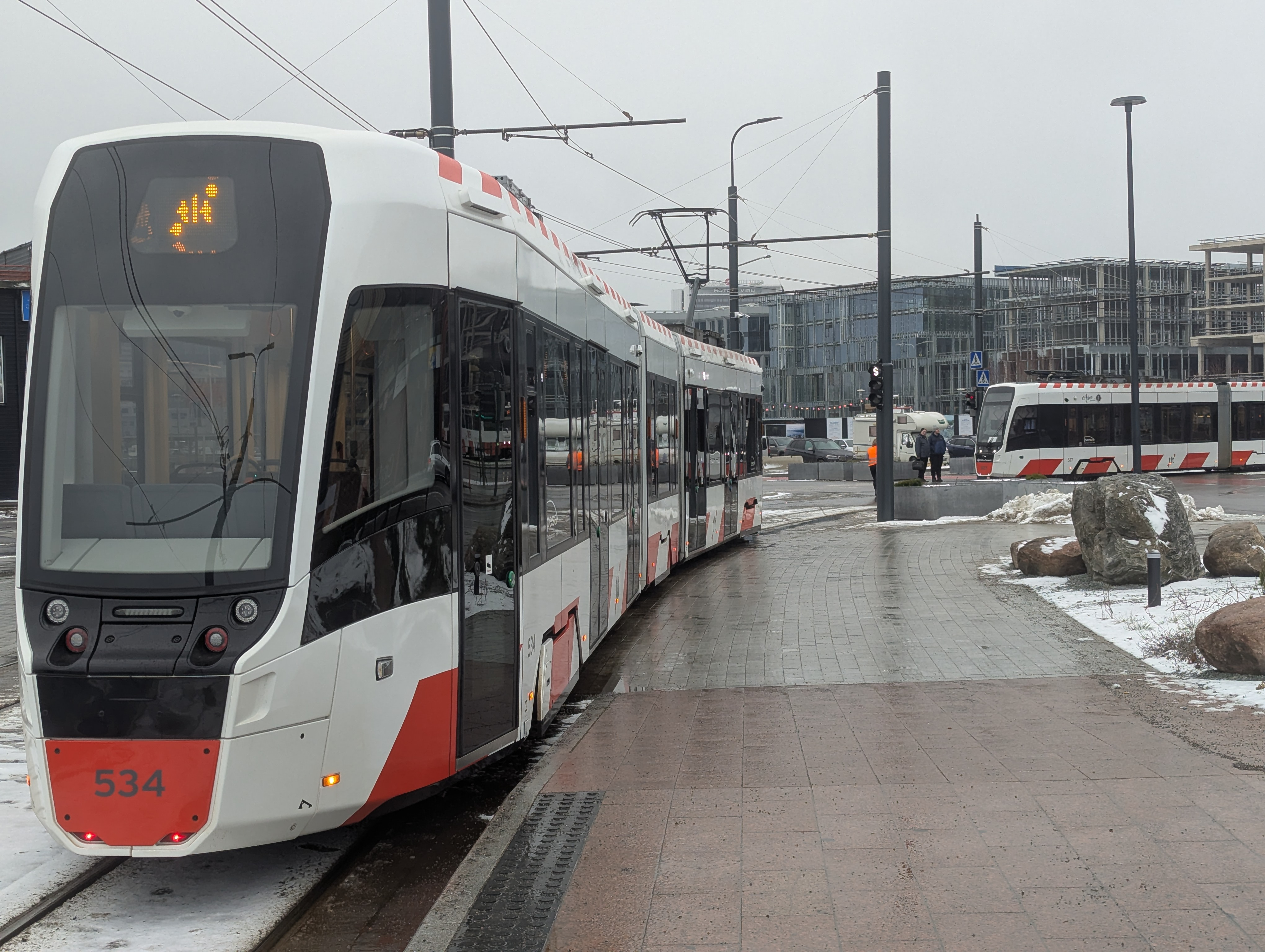
147N

Der Typ 147N entspricht weitgehend dem Typ 146N, aber über den Drehgestellen ist der Fußboden jedoch um zwei Stufen erhöht. Über dem mittigen Fahrwerk ist der Durchgang stufenfrei, es gibt jedoch seitliche Podeste. Diese Lösung war bei Bestellung der Fahrzeuge auf einer Visualisierung auch für die Enddrehgestelle gezeigt worden. 23 Exemplare wurden von Mitte 2024 bis Januar 2025 für die kapspurige Straßenbahn Tallinn geliefert. Es handelt sich um den ersten schmalspurigen Twist-Typ.

## Twist 3.0
Als Twist 3.0 stellte Pesa Ende 2024 eine Weiterentwicklung der Twist-Plattform vor. Bei dieser sind grundsätzlich lasergeschweißte Wagenkästen und Antriebs-Stromrichter mit Siliciumcarbid-Transistoren vorgesehen. Außerdem können wesentlich breitere Fenster eingebaut werden. Nachdem der Twist zuvor als maximal vierteiliges Fahrzeug präsentiert wurde, wurde auf Visualisierungen des Twist 3.0 auch fünfteilige Variante gezeigt.
Erste Verkaufserfolge mit dem Twist 3.0 gelangen Pesa im April 2025 mit drei Rahmenverträgen über jeweils bis zu 30 Fahrzeuge für die Straßenbahn Krakau. Einer betrifft 33 Meter lange Einrichtungswagen, einer Zweirichtungswagen der gleichen Länge und der dritte Einrichtungswagen mit einer Länge von 44 Metern. Bei den erstgenannten Verträgen war Pesa in den Ausschreibungen alleiniger Anbieter, bei der dritten Ausschreibung gab es ein konkurrierendes Angebot von Škoda. Bei Vertragsunterzeichnung war der Lieferbeginn für 2027 angekündigt. Die Fahrzeuge der kurzen Varianten sind im Wesentlichen wie der Typ 2010N konfiguriert. Die lange Variante wird vierteilig ausgeführt, wobei die Endwagen ebenfalls aufgesattelt sind und beide Mittelteile auf zwei Drehgestellen laufen. Über den Drehgestellen wird der Durchgang stufenfrei ausgeführt, es gibt jedoch seitliche Podeste. Die Mindestbestellmenge liegt je Rahmenvertrag bei 15 Fahrzeugen. Als erster aus den Rahmenverträgen resultierender Einzelvertrag wurden im August 2025 die 30 Zweirichtungswagen zur Auslieferung ab Anfang 2028 bestellt.

## Variantenübersicht
| Typ                   | Typ                   | Netz                                            | Nummerierung            | Anzahl           | Lieferung                      | Radsatzfolge      | Spurweite            | Länge Breite | Breite | Dauerleistung                                  | ER ZR                                          | Niederfluranteil                               |                                   |
| --------------------- | --------------------- | ----------------------------------------------- | ----------------------- | ---------------- | ------------------------------ | ----------------- | -------------------- | ------------ | ------ | ---------------------------------------------- | ---------------------------------------------- | ---------------------------------------------- | --------------------------------- |
| 2010N                 | 2010N                 | Straßenbahn Częstochowa                         | 621–627                 | 7                | 2012                           | Bo’(2’2’)Bo’      | 1435 mm (Normalspur) | 32 m         | 2,4 m  | 4 × 105 kW                                     | ER                                             | 100 %                                          | [ 4 ] [ 3 ]                       |
| 2010N                 | 2010NW                | Straßenbahn Breslau                             | 3201–3208               | 8                | 2015                           | Bo’(2’2’)Bo’      | 1435 mm (Normalspur) | 32 m         | 2,4 m  |                                                | ER                                             | 100 %                                          | [ 4 ]                             |
| 2010N                 | 2010N-10              | Straßenbahn Częstochowa                         | 651–660                 | 10               | 2020                           | Bo’(2’2’)Bo’      | 1435 mm (Normalspur) | 32,2 m       | 2,4 m  | 4 × 105 kW                                     | ER                                             | 100 %                                          | [ 4 ] [ 30 ] [ 31 ]               |
| 2012N                 | 2012N                 | Straßenbahn im oberschlesischen Industriegebiet | 820–849                 | 30               | 2013–2014                      | Bo’(2’2’)Bo’      | 1435 mm (Normalspur) | 32 m         | 2,4 m  | 4 × 105 kW                                     | ER                                             | 73,6 %                                         | [ 4 ] [ 32 ] [ 33 ] [ 34 ]        |
| 2012N                 | 2012N-10              | Straßenbahn im oberschlesischen Industriegebiet | 871–878                 | 8                | 2020–2021                      | Bo’(2’2’)Bo’      | 1435 mm (Normalspur) | 32 m         | 2,4 m  |                                                | ER                                             | 74 %                                           | [ 7 ] [ 8 ] [ 9 ] [ 33 ]          |
| 2014N Krakowiak       | 2014N Krakowiak       | Straßenbahn Krakau                              | RG901–RG914 HG915–HG936 | 36               | 2015                           | Bo’(2’2’)(Bo’Bo’) | 1435 mm (Normalspur) | 42,83 m      | 2,4 m  | 6 × 100 kW                                     | ER                                             | ca. 70 %                                       | [ 4 ] [ 35 ] [ 10 ]               |
| 2015N                 | 2015N                 | Straßenbahn Gorzów Wielkopolski                 | 301–314                 | 14               | ab 2019                        |                   | 1435 mm (Normalspur) | 24,2 m       | 2,4 m  |                                                | ZR                                             | 100 %                                          | [ 5 ] [ 11 ] [ 12 ] [ 13 ]        |
| 2017N                 | 2017N                 | Straßenbahn im oberschlesischen Industriegebiet | 1021–1052               | 32               | 2020–2022                      | Bo’2Bo’           | 1435 mm (Normalspur) | 25 m         | 2,4 m  |                                                | ER                                             | 65 %                                           | [ 8 ] [ 9 ] [ 16 ] [ 33 ]         |
| Bezeichnung unbekannt | Bezeichnung unbekannt | Straßenbahn im oberschlesischen Industriegebiet |                         | 30 bestellt      | voraussichtlich bis Mitte 2027 |                   | 1435 mm (Normalspur) | 25 m         |        |                                                | ER                                             |                                                | [ 17 ]                            |
| Bezeichnung unbekannt | Bezeichnung unbekannt | Straßenbahn im oberschlesischen Industriegebiet |                         | 10 bestellt      | voraussichtlich bis Mitte 2027 |                   | 1435 mm (Normalspur) | 25 m         |        |                                                | ZR                                             |                                                | [ 17 ]                            |
| 145N                  | 145N                  | Straßenbahn Craiova                             | 1001–1017               | 17               | 2022–2023                      |                   | 1435 mm (Normalspur) | 27 m         | 2,3 m  |                                                | ER                                             | 100 %                                          | [ 18 ]                            |
| 146N                  | 146N                  | Straßenbahn Breslau                             | 3401–3440               | 40 in Lieferung  | ab 2024                        |                   | 1435 mm (Normalspur) | 27,36 m      | 2,4 m  | 4 × 105 kW                                     | ER                                             | 100 %                                          | [ 20 ] [ 21 ]                     |
| 147N                  | 147N                  | Straßenbahn Tallinn                             | 521–543                 | 23               | 2024–2025                      |                   | 1067 mm (Kapspur)    | 28,56 m      |        |                                                | ER                                             | ca. 65 %                                       | [ 21 ] [ 5 ] [ 23 ] [ 24 ] [ 25 ] |
| Twist 3.0             |                       | Straßenbahn Krakau                              |                         | mind. 15 max. 30 |                                |                   | 1435 mm (Normalspur) | 33,30 m      | 2,4 m  |                                                | ER                                             | 100 %                                          | [ 27 ] [ 29 ]                     |
| Twist 3.0             |                       | Straßenbahn Krakau                              |                         | 30               | voraussichtlich ab 2028        |                   | 1435 mm (Normalspur) | 33,30 m      | 2,4 m  |                                                | ZR                                             | 100 %                                          | [ 27 ] [ 29 ]                     |
| Twist 3.0             |                       | Straßenbahn Krakau                              |                         | mind. 15 max. 30 |                                |                   | 1435 mm (Normalspur) | 43,80 m      | 2,4 m  |                                                | ER                                             | 100 %                                          | [ 27 ] [ 29 ]                     |
|                       |                       |                                                 |                         | 325              |                                |                   |                      |              |        | ER = Einrichtungswagen ZR = Zweirichtungswagen | ER = Einrichtungswagen ZR = Zweirichtungswagen | ER = Einrichtungswagen ZR = Zweirichtungswagen |                                   |